# Assistant de recherche
Un assistant de recherche, ou assistant à la recherche, est un chercheur employé, souvent sous contrat temporaire, par une université, un institut de recherche ou une organisation privée, dans le but d'aider aux études en laboratoires ou in situ. Ils ne sont pas indépendants et relèvent d'un superviseur ou d'un chercheur principal. Ils ne sont aussi généralement pas directement responsables des résultats de la recherche mais dans certains pays, ils peuvent en être le principal contributeur. Les assistants de recherche ont généralement au moins un diplôme de premier cycle universitaire et peuvent être inscrits à un diplôme de deuxième ou troisième cycle. Ils peuvent enseigner simultanément s'ils sont inscrits dans un programme de doctorat.